# Учебний (Саратовська область)
Учебний (рос. Учебный) — селище у Єршовському районі Саратовської області Російської Федерації.
Населення становить 823 особи. Орган місцевого самоврядування — місто Єршов.

## Історія
Населений пункт розташований у межах українського історичного та культурного регіону Жовтий Клин.
Від 23 липня 1928 року в складі Пугачовського округу Нижньо-Волзького краю. Орган місцевого самоврядування від 2004 року — місто Єршов.

## Населення
| 2010 |
| ---- |
| 823  |